# Endemia
Em epidemiologia, uma infeção (ou infecção) diz-se endêmica (português brasileiro) ou endémica (português europeu) (do grego: ἐν, en-, "em" + δῆμος, demos, "pessoas") que quando atinge uma população de uma região geográfica específica, sendo, então, considerada uma endemia. Por exemplo: a varicela (catapora) é endémica no Reino Unido, mas a malária não. Todos os anos, há alguns casos de malária descritos no Reino Unido, mas estes casos não conseguem manter a transmissão na população devido à falta do vetor necessário (mosquito do género Anopheles).

## Endemia x epidemia
A endemia difere da epidemia por ser de caráter mais contínuo e restrito a uma determinada área. No Brasil, por exemplo, existem áreas endémicas de febre amarela na Amazônia, áreas endémicas de dengue etc. Nos Estados Unidos, a hepatite A pode ser considerada como endemia, já que existem, constantemente, novos casos e uma taxa de serologia positiva de 38%. Em Portugal, esta taxa anda à volta dos 27,9%.
Por vezes, uma endemia pode evoluir para uma epidemia, existindo, nesse caso, uma doença endemoepidémica. Esta oposição entre endemia e epidemia, entretanto, tem sido esbatida com os novos conhecimentos adquiridos quanto aos fatores ecológicos que condicionam o desenvolvimento de uma doença. O termo "endémico" passou a referir-se, de forma mais ajustada, ao grau de prevalência de uma doença, ou seja, à proporção entre o número total de casos da doença e o número de indivíduos em risco de a adquirir numa área geográfica e temporalmente bem definida. É uma doença localizada em um espaço limitado denominado "faixa endêmica". Isso quer dizer que, endemia é uma doença que se manifesta apenas numa determinada região, de causa local. Para entender melhor: endemia é qualquer doença que ocorre apenas em um determinado local ou região, não atingindo nem se espalhando para outras comunidades. Enquanto a epidemia se espalha por outras localidades, a endemia tem duração contínua porém restrita a uma determinada área.

## Necessidade de vacinação
Ao viajar para uma área endêmica, é aconselhável e, por vezes, necessário, que o viajante seja vacinado. Assim, não contrairá a doença nem contaminará outras pessoas.